# Bergnunnesångare
Bergnunnesångare (Sylvia abyssinica) är en afrikansk fågel i familjen sylvior inom ordningen tättingar, nära släkt med de i Europa förekommande arterna svarthätta och trädgårdssångare.

## Kännetecken

### Utseende
Bergnunnesångaren är en trastlik fågel med rödbrun rygg och kontrasterande grått huvud och grå nacke. Den grå undersidan är svagt streckad och buken är blekare än bröstet. På flankerna syns en gulaktig anstrykning. Den tunna näbben är svart på övre näbbhalvan, blek på den undre, och benen är gråblå. Den väger 14–25 gra, och är 13–15 cm lång.

### Läte
Bergnunnesångaren har en fyllig och melodisk sång som liknar en trasts eller en gyllings, bestående av visslande fraser med olika tonhöjd med vissa insprängda vassare toner.

## Utbredning och systematik
Bergnunnesångare delas in i fem underarter med följande utbredning:
- S. a. abyssinica – Etiopien och Sudan till östra Uganda, sydvästra Tanzania, sydöstra Kongo-Kinshasa och Angola
- S. a. stictigula – Malawi och norra Moçambique
- S. a. stierlingi – östra och södra Tanzania
- S. a. monachus – berget Kamerun
- S. a. claudei – ön Bioko i Guineabukten

Vissa behandlar ruwenzorinunnesångaren (S. atriceps) som underart till bergnunnesångaren, men numera behandlas de vanligen som skilda arter.

### Släktestillhörighet
Tidigare placerades den bland timaliorna i släktet Pseudoalcippe, med det svenska trivialnamnet bergsnunnetimalia. Genetiska studier visar att den är nära släkt med trädgårdssångare och svarthätta bland Sylvia-sångarna.

## Levnadssätt
Bergnunnesångaren tris i bergsskogar i tät undervegeation vid skogskanter och öppningar. Den lever i par som födosöker efter insekter och frukt. Fågeln håller sig dold och upptäcks ofta på sången.

## Status och hot
Arten har ett stort utbredningsområde men tros minska i antal, dock inte tillräckligt kraftigt för att den ska betraktas som hotad. IUCN kategoriserar därför arten som livskraftig (LC). Den beskrivs som vanlig.